# 이한비
이한비(1996년 10월 28일~)는 대한민국의 배구 선수이다. 2015-16 V리그 1라운드 3순위(인천 흥국생명 핑크스파이더스)로 프로에 입단하였다. 2021년 현재 광주 페퍼저축은행 AI 페퍼스 소속 선수이다.